# Chez Brigitte
Chez Brigitte est un bar et un squat queer créé le 11 novembre 1994 au 12, rue Prévost Martin à Genève en Suisse romande,,,,,,.
Chez Brigitte était un lieu emblématique de la vie nocturne genevoise, d'où sont parties des initiatives importantes pour la communauté LGBTIQ de Suisse romande, comme l'organisation de la première marche des fiertés (pride romande) en 1997 et la création du magazine 360° en 1998.
Il disparait en 2002.

## Historique

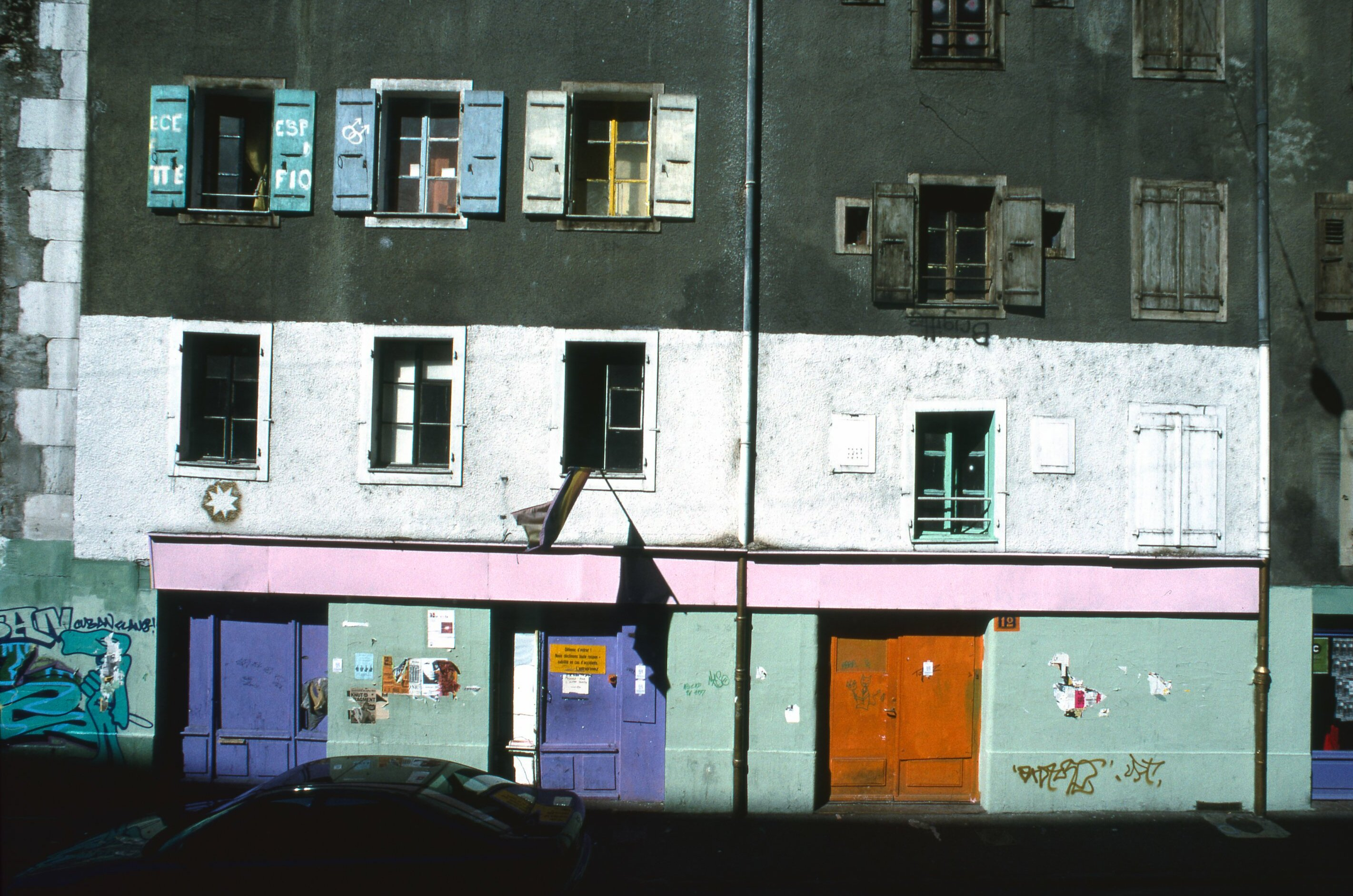
Vue extérieure en 1997.

L'idée de créer le bar vient de deux jeunes hommes gays, encore étudiants, prénommés Benjamin et Henri, qui ont fréquenté la culture alternative berlinoise. Quatre personnes décident d'investir un local de graphisme abandonné au 12 rue Prévost-Martin à Genève le soir du 11 novembre 1994.
Le lieu est d'abord un salon de thé et un squat alternatif puis se transforme en un bar, sa particularité étant de mettre en œuvre une mixité de genre, de classe et d'orientation sexuelle. La réalisatrice et photographe Laure Schwarz y habite quatre années durant.
Le squat et le bar attenant sont meublés sommairement avec de vieux fauteuils, un frigo et une platine. Chez Brigitte est le premier squat de Suisse romande à s'affirmer comme un lieu queer et devient un lieu incontournable de la vie nocturne genevoise.

### Genèse de la pride romande et du journal360°
C'est dans ce lieu qu'émerge l'idée de la première Pride romande, qui  est organisée le 5 juillet 1997, à Artamis et du journal 360°,,. Tout de suite après, le même groupe, dont Laure Schwartz fait partie, décide de lancer le journal 360°. Selon son rédacteur en chef de l'époque Guillaume Reveney, le lancement du journal est réalisé grâce à des fonds récoltés Chez Brigitte pour financer une grande fête qui a lieu à l'ancien Palais des expositions de Plainpalais.

### Succès et fréquentation
Le comédien Julien Guignet est une des personnalités emblématiques de Chez Brigitte. Pierandré Boo, alias Greta Gratos, a également participé aux soirées et la meneuse de revue Loulou du Cabaret d’Avant-guerre du squat Rhino y a aussi habité.
Le bar devient si populaire qu'une sonnette est installée ainsi qu'un mode de filtrage. Des personnalités y font leur apparition, comme Claude Nobs ou encore Jimmy Sommerville.
Le lieu est un havre pour les personnes bies, qui ne se sentent pas à l'aise dans les milieux cloisonnés gays ou lesbiens. Chez Brigitte organise des soirées lors desquelles les hommes portent des robes de soirée, et les femmes des smokings, brouillant les genres, avec le mot d'ordre « soyez qui vous voulez ».
En 1998, des bandes sèment le trouble et agressent le personnel du lieu ; ces violences entraînent la fermeture du bar. Les personnes blessées estiment insuffisante la protection de la police.
En avril 1998 sur la devanture du bar sont affichés les mots « Brigitte, c’est fini! Marre de se faire tabasser par des homophobes ». Le bar rouvre cependant jusqu'en 2002,.
La mort de Julien Guignet en 2006 marque aussi profondément le milieu.

## Postérité et hommage
L'artiste Laure Schwarz, qui a fréquenté le lieu dans les années 1990, réalise une exposition documentaire présentée au Gender Bending festival de Zurich en 2015. Une exposition est organisée dans le village de la pride pendant la Marche des fiertés 2019, rue Lissignol à Genève, comprenant des vidéos, des photos, des articles de journaux et des flyers. Le vase destiné à récolter l'argent des entrées à prix libre, dénommé alors « La bite à Brigitte » est aussi exposé, ainsi que les robes éponges que revêtaient les hommes durant les soirées de déguisement.
L'esprit de Chez Brigitte s'est perpétué à travers l'association 360, qui organise des fêtes appelées « 360 fever », et dans des lieux comme le Phare, bar LGBTIQ de la rue Lissignol à Genève.